# Javernant
Javernant ist eine französische Gemeinde mit 160 Einwohnern (Stand: 1. Januar 2022) im Département Aube in der Region Grand Est (bis 2015 Champagne-Ardenne). Sie gehört zum Arrondissement Troyes und zum Gemeindeverband Troyes Champagne Métropole. Die Bewohner werden Javernandats genannt.

## Geografie
Die Gemeinde Javernant liegt 15 Kilometer südlich von Troyes im Südwesten der Champagne. Das 5,62 km² umfassende Gemeindegebiet ist im Westen und Norden von einem zusammenhängenden Wald geprägt (Forêt Communale de Javernant). Es gibt keine oberirdischen Fließgewässer; starke Niederschläge fließen aber nach Südosten in Richtung Mognetal ab. Umgeben wird Javernant von den Nachbargemeinden Bouilly im Norden, Villery im Nordeosten, Lirey im Osten, Machy und Crésantignes im Südosten, Fays-la-Chapelle im Süden sowie Sommeval im Westen.

## Bevölkerungsentwicklung
| Jahr      | 1962 | 1968 | 1975 | 1982 | 1990 | 1999 | 2006 | 2012 | 2021 |
| Einwohner | 84   | 69   | 76   | 109  | 121  | 113  | 148  | 158  | 155  |

Im Jahr 1806 wurde mit 329 Bewohnern die bisher höchste Einwohnerzahl ermittelt. Die Zahlen basieren auf den Daten von cassini.ehess und INSEE.

## Sehenswürdigkeiten
- Mariä-Himmelfahrts-Kirche (Église de l’Assomption) aus dem 16. Jahrhundert, Monument historique[3]
- Flurkreuze
- Gefallenendenkmal

## Wirtschaft und Infrastruktur
Javernant ist sehr ländlich geprägt. In der Gemeinde sind fünf Landwirtschaftsbetriebe ansässig (Getreideanbau, Viehzucht).
Durch das Gemeindegebiet von Javernant führt die Fernstraße D 34 von Estissac nach Chaource. An der südöstlichen Gemeindegrenze verläufr die Route nationale 77 von Troyes nach Auxerre. Nahe der 15 Kilometer entfernten Stadt Troyes bestehen Anschlüsse an die Autoroute A 5 und die Autoroute A 26.

## Belege
1. ↑  Javernant auf cassini.ehess
2. ↑  Javernant auf INSEE
3. ↑  Eintrag Nr. PA00078123 in der Base Mérimée des französischen Kulturministeriums (französisch)
4. ↑  Landwirtschaftsbetriebe auf annuaire-mairie.fr (französisch)